# یاهل شرمن
یاهل شرمن (به عبری:יהל שרמן‌٫ متولد ۱۲ می ۱۹۷۶) تهیّه‌کنندهٔ موسیقی و دی‌جی سبک ترنس می‌باشد. یاهل فعّالیّت خود را از سن ۱۴ سالگی آغاز نمود. وی برای تهیّهٔ کارهای خود با دیگر هنرمندان مطرح نیز همکاری دارد.

در رده بندی جهانی دی‌جی‌ها که به‌وسیلهٔ سایت دی جی مگ انجام شد، یاهل در سال ۲۰۰۸ رتبهٔ پنجاه و ششم را به خود اختصاص داد.